# Бой при Ла-Флор
Бой при Ла-Флор произошёл в мае 1928 года между морскими пехотинцами США, их союзниками из национальной гвардии Никарагуа и отрядом повстанцев Сандино во время Национально-освободительной войны в Никарагуа:339–341 на холме к северу от кофейной плантации Ла Флор и закончился победой повстанцев. Американцы и войска Национальной гвардии Никарагуа были вынуждены отступить.

## Ход боя
Капитан Корпуса морской пехоты США Роберт С. Хантер командовал патрулем вдоль реки Куа. Помимо капитана, в отряд входило тридцать восемь морских пехотинцев и никарагуанских гвардейцев, а также санитар ВМС США Оливер Л. Янг. Солдаты собрались из гарнизонов Килали, Матагальпы и плантаций возле Коринто. 13 мая около 15:40 на отряд капитана Хантера, который шел через овраг, напал авангард повстанцев, расположившийся на холме рядом с речкой Бокайсито, впадающей в реку Куа.

В конечном итоге атаку удалось отбить, и морпехи и гвардейцы выдвинулись к холму, откуда повстанцы вели огонь. Затем повстанцы предприняли еще одну атаку, в которой участвовало не менее семидесяти пяти партизан, и в ходе боя капрал Уильям Р. Уильямсон был убит. Он был вооружен пистолет-пулеметом Томпсона, поэтому капитан Хантер бросился за ним, чтобы открыть огонь по нападавшим.

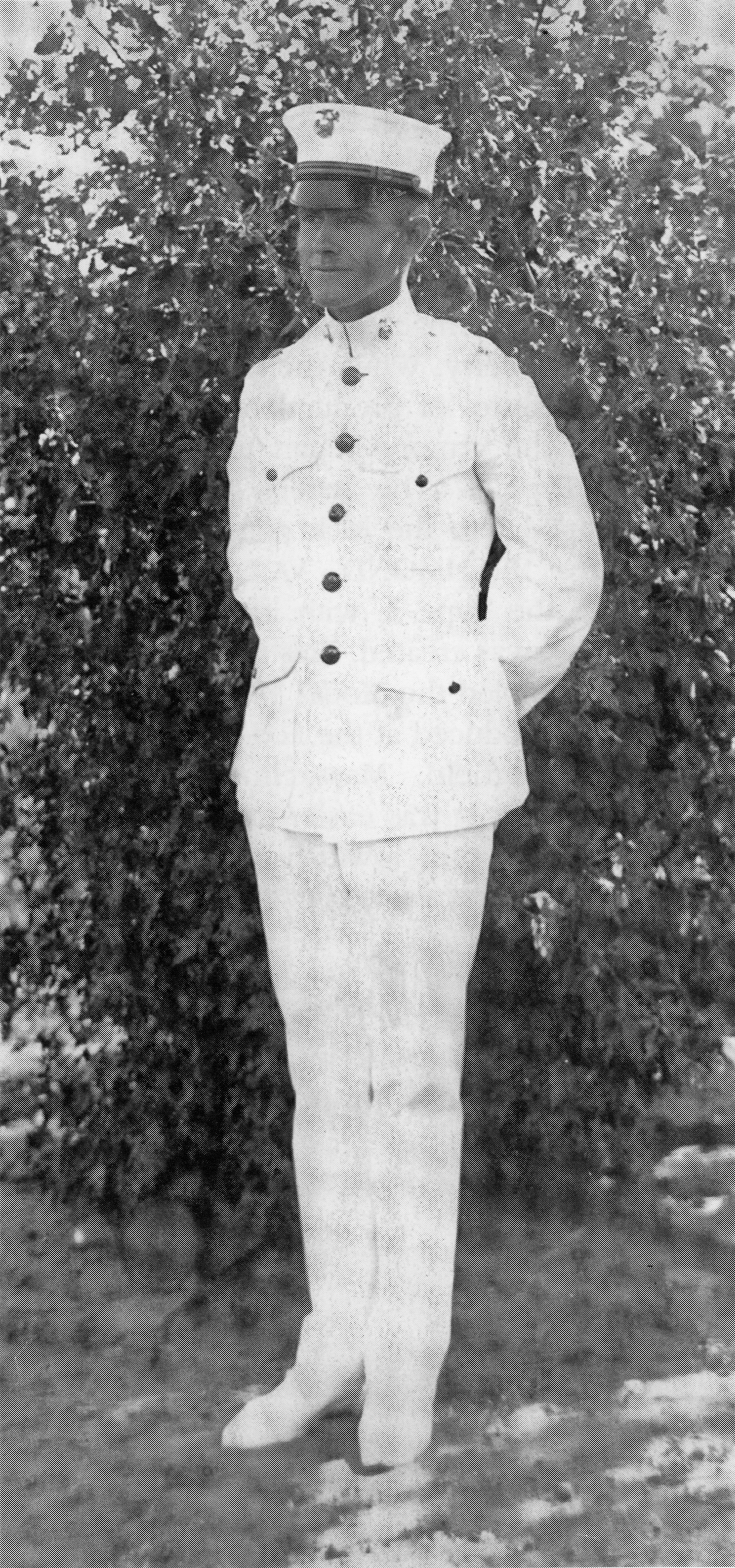
Капитан Роберт С. Хантер

Подняв оружие и открыв огонь, Хантер получил пулю в шею, а затем еще одну в плечо. Тогда капитан едва мог говорить, поэтому он записывал на бумаге записки и инструкции для своих людей, пока санитар пытался залечить раны Хантера и еще одного рядового морской пехоты.
В общем, бой продолжался около пятидесяти минут. В итоге повстанцы отступили и заняли позиции вдоль тропы, ведущей на юг. Тогда морпехи и гвардейцы захватили высоту и окопались там на случай новой атаки. Однако все оставалось спокойно, и в тот день больше не было боевых действий. 14 мая младший лейтенант Эрл С. Пайпер принял командование отрядом, взамен раненого капитана. Он принял решение отступить, для эвакуации раненых. Поскольку повстанцы заняли район вдоль тропы, единственным способом пройти дальше был прорыв через позиции противника на юг, обратно в сторону Ла-Флора и Килали. Лейтенант Пайпер отправил разведывательный отряд, и когда они вернулись, не обнаружив противника, Пайпер начал отступление.
Не успели морские пехотинцы и гвардейцы далеко продвинуться, как их снова атаковали. Состоялся еще один бой, длившийся сорок пять минут, в ходе которого раненый капитан Хантер попытался вступить в бой лично, но его снова положили на носилки. Благодаря точному огню из пулеметов патруля и ручным гранатам, брошенным сержантом Джеральдом Р. Брауном, мятежники вновь были вынуждены отступить, а морпехи и гвардейцы открыли себе путь к Ла-Флор. К 10:30 разведывательный самолет морской пехоты прибыл на поле боя, но перестрелка тогда уже закончилась. В конце концов Пайпер смог прорваться через линию фронта, не понеся дополнительных потерь, и к следующему утру прибыл на плантацию Ла-Флор.

## Результаты
По прибытии в Ла-Флор, морпехи и гвардейцы укрепились на занятой территории, но атаки повстанцев не последовало.
16 мая самолеты вернулись. Они подтвердили, что подкрепление уже в пути, а 17 мая они сбросили груз медикаментов. Пилоты также предложили эвакуировать капитана Хантера по реке Коко, и Пайпер признал это лучшим решением. Хантер все еще отходил от ранений, поэтому Пайпер решил выдвигаться к реке с утра 18 мая, но капитан скончался в 3:25 ночи и был похоронен на плантации. Битва при Ла-Флор стала одной из немногих побед повстанцев в ходе американской оккупации, несмотря на то, что морпехи и гвардейцы смогли отразить все их атаки. Капитан Хантер посмертно получил Военно-морской крест за храбрость в бою, как и санитар Янг, который под огнем противника обрабатывал его раны.  В 1929 году останки Хантера были перезахоронены в Соединенных Штатах. Морпехи потеряли двоих убитыми, включая Хантера, и одного раненым, в то время как повстанцы потеряли пятерых убитыми. Младший лейтенант Эрл С. Пайпер также был награжден Военно-морским крестом за храбрость, проявленную в бою.